# Moratilla de los Meleros
Moratilla de los Meleros – gmina w Hiszpanii, w prowincji Guadalajara, w Kastylii-La Mancha, o powierzchni 29,15 km². W 2011 roku gmina liczyła 137 mieszkańców.